# Real Academia de Bellas Artes de San Carlos de Valencia
Die Real Academia de Bellas Artes de San Carlos de Valencia (deutsch Königliche Akademie der Schönen Künste von San Carlos Valencia) ist eine spanische Kunstakademie mit Sitz in Valencia.
Die Ursprünge der Akademie gehen zurück auf die 1759 aufgelöste Academia de Bellas Artes de Santa Bárbara in Valencia. Die neue Real Academia de las Tres Nobles Artes de San Carlos in Valencia wurde aufgrund eines Erlasses König Karls III vom 14. Februar 1768 nach dem Modell der Real Academia de Bellas Artes de San Fernando in Madrid gegründet. Die im Gründungsnamen erwähnten „drei edlen Künsten“ („tres nobles artes“) waren Malerei, Bildhauerei und Architektur.
1910 kam zur bis dahin eher praxisbezogenen akademischen Ausbildung auch die Vermittlung essentieller theoretischer und praktischer künstlerischer Kenntnisse hinzu. Ebenso entstand ein Museum für Malerei und Bildhauerei, das mit königlichem Erlass vom 24. Juli 1913 offiziell der Akademie unterstellt wurde.

## Fachbereiche
- Architektur
- Bildhauerei
- Malerei und Grafik
- Musik

## Schüler
- Manuela Ballester (1908–1994)
- Julio Benlloch (1893–1919)
- Victoria Francés (* 1982)
- Josep Renau (1907–1982)